# Rónald González
Rónald Alfonso González Brenes (San José, 1970. augusztus 8. – ) Costa Rica-i válogatott labdarúgó és edző. 

## Pályafutása

### Klubcsapatban
Pályafutása legnagyobb részét a Deportivo Saprissa együttesénél töltötte. 1988 és 2006 között három alkalommal volt a klub játékosa, melynek színeiben öt bajnoki címet szerzett és három alkalommal nyerte meg a CONCACAF-bajnokok kupáját. Az 1990–91-es szezonban a Dinamo Zagrebben játszott. 1998-tól 2001-ig a guatemalai Comunicaciones csapatát erősítette, melynek tagjaként három bajnoki címet szerzett. 

### A válogatottban
1990 és 2000 között 65 alkalommal szerepelt az Costa Rica-i válogatottban és 5 gólt szerzett. Részt vett az 1990-es világbajnokságon, ahol a Costa Rica-iak összes mérkőzésén kezdőként lépett pályára és a Csehszlovákia elleni nyolcaddöntőben gólt szerzett. Tagja volt az 1991-es CONCACAF-aranykupán és az 1997-es Copa Américán szereplő válogatott keretének is.

### Edzőként
2008 és 2011 között a Costa Rica-i U20-as válogatott szövetségi edzője volt. 2009-ben arany, 2011-ig pedig ezüstéremig vezette a válogatottat és részt vettek 2009-es és a 2011-es U20-as világbajnokságon. 2010-ben és 2011-ben megbízott szövetségi kapitányként irányította a felnőtt csapatot. 2012-ben Guatemalában dolgozott a Comunicaciones vezetőedzőjeként. 2013 és 2014 között a Deportivo Saprissa, 2016-ban a CS Uruguay csapatát edzette. 2017-ben visszatért a Comunicaciones, ahol egy évet töltött. 2019-ben kinevezték a Costa Rica-i válogatott szövetségi kapitányának.

## Sikerei, díjai

### Játékosként
Deportivo Saprissa
- Costa Rica-i bajnok (5): 1989, 1990, 1993–94, 1994–95, 1997–98
- CONCACAF-bajnokok kupája (3): 1993, 1995, 2005

Comunicaciones
- Guatemalai bajnok (3): 1998–99, 1999–2000 Apertura, 2000–01 Clausura

Costa Rica
- UNCAF-nemzetek kupája győztes (2): 1993, 1997